# Строганов, Игорь Иванович
И́горь Ива́нович Стро́ганов (27 августа 1943, Невьянск, Свердловская область, РСФСР, СССР — 17 ноября 1991, Екатеринбург, РСФСР, СССР) — советский машиностроитель и общественный деятель, генеральный директор ПО «Уралмаш» (1985—1991). Лауреат Премии Совета Министров СССР (1987).
Руководитель работ по разработке технологий, созданию и внедрению в энергетическое машиностроение СССР уникальных трубогибочных станов в целях производства оборудования для атомных и тепловых электростанций.
Руководитель и организатор подготовки перехода ПО «Уралмаш» на работу в условиях рыночной экономики, установлению деловых взаимоотношений с зарубежными партнёрами.
Инициатор и активный участник строительства станции метро «Уралмаш», городского клинико-диагностического центра, родильного дома № 14, дома-интерната для ветеранов войны и труда, продовольственно-вещевого рынка, жилищного фонда и многих других социальных объектов микрорайона Уралмаш в Свердловске.

## Биография
Родился 27 августа 1943 года в городе Невьянске Свердловской области.
В 1961 году окончил Невьянский механический техникум, с присвоением квалификации «радиотехник».
В 1961—1963 гг. — на Егоршинском радиозаводе: слесарь, технолог.
В 1963—1966 гг. — служба в Советской армии.
В 1972 году окончил Свердловский ордена Трудового Красного Знамени горный институт имени В. В. Вахрушева, с присвоением квалификации «горный инженер-механик».
С 1972 года — на производственном объединении «Уралмаш» (ПО «Уралмаш»): мастер, старший мастер, начальник участка.
В 1979—1981 гг. — начальник цеха ПО «Уралмаш».
В 1981—1983 гг. — секретарь районного комитета КПСС.
В 1983—1985 гг. — секретарь партийного комитета ПО «Уралмаш».
В 1985—1991 гг. — генеральный директор ПО «Уралмаш».
Под его руководством была проведена огромная работа по разработке технологий, созданию и внедрению в энергетическое машиностроение СССР уникальных трубогибочных станов в целях производства оборудования для атомных и тепловых электростанций, удостоенная премии Совета Министров СССР.
Под его руководством была осуществлена подготовка перехода ПО «Уралмаш» на работу в условиях рыночной экономики, установлению деловых взаимоотношений с зарубежными партнёрами.
С его инициативой и активной деятельностью связано строительство станции метро «Уралмаш», городского клинико-диагностического центра, родильного дома № 14, дома-интерната для ветеранов войны и труда, продовольственно-вещевого рынка, жилищного фонда и многих других социальных объектов микрорайона Уралмаш в Свердловске.
Член КПСС с 1974 года. Член ЦК КПСС в 1990—1991 гг. Делегат XXVII и XXVIII съездов КПСС, XIX всесоюзной конференции КПСС.
Скоропостижно скончался от сердечного приступа 17 ноября 1991 года в Екатеринбурге. Похоронен на Северном кладбище Екатеринбурга.

## Награды и премии
- Орден «Знак Почёта»
- Юбилейная медаль «Двадцать лет Победы в Великой Отечественной войне 1941—1945 гг.»
- Премия Совета Министров СССР (1987) — за разработку технологии, создание и внедрение в энергетическом машиностроении гаммы уникальных трубогибочных станов для производства оборудования атомных и тепловых электростанций (с коллективом)
- Почётное звание «Заслуженный машиностроитель РСФСР»
- Нагрудный знак «Отличнику здравоохранения РСФСР»